# Базельский музей древностей
Базельский музей древностей и Собрание Людвига (нем. Antikenmuseum Basel und Sammlung Ludwig) — художественный музей в Базеле. Единственный музей в Швейцарии, посвящённый исключительно античному искусству и культуре Средиземноморья. Основан в 1961 году благодаря значительным пожертвованиям меценатов, открылся в 1966 году и является самым молодым из государственных музеев города Базеля. Расположен напротив Базельского художественного музея.

## Коллекция
Основу музейной коллекции положило собрание древностей, приобретённое городом в 1661 году у семьи Амербахов, так называемый «Кабинет Амербахов». В собрании музея  представлены экспонаты древнеегипетского, древнегреческого, этрусского и древнеримского и ближневосточного искусства.
Значительное место отведено собранию древнегреческих амфор и ваз с художественными росписями на разные темы. Одною из жемчужин коллекции являются шлемы конца VI - начала V ст. до н. э. апуло-коринфского типа с украшениями, получившими среди специалистов название антенн. Здесь же представлены два шлема итальянско-халкидского типа III ст. до н. э. c антеннами в виде крыльев.
В состав Базельского музея древностей также входит Базельский скульптурный зал, где демонстрируются гипсовые копии античных скульптур. В 1981 году Петер Людвиг передал в дар музею свою коллекцию древностей, в связи с чем в 1986 году изменилось официальное название музея.  

## Галерея

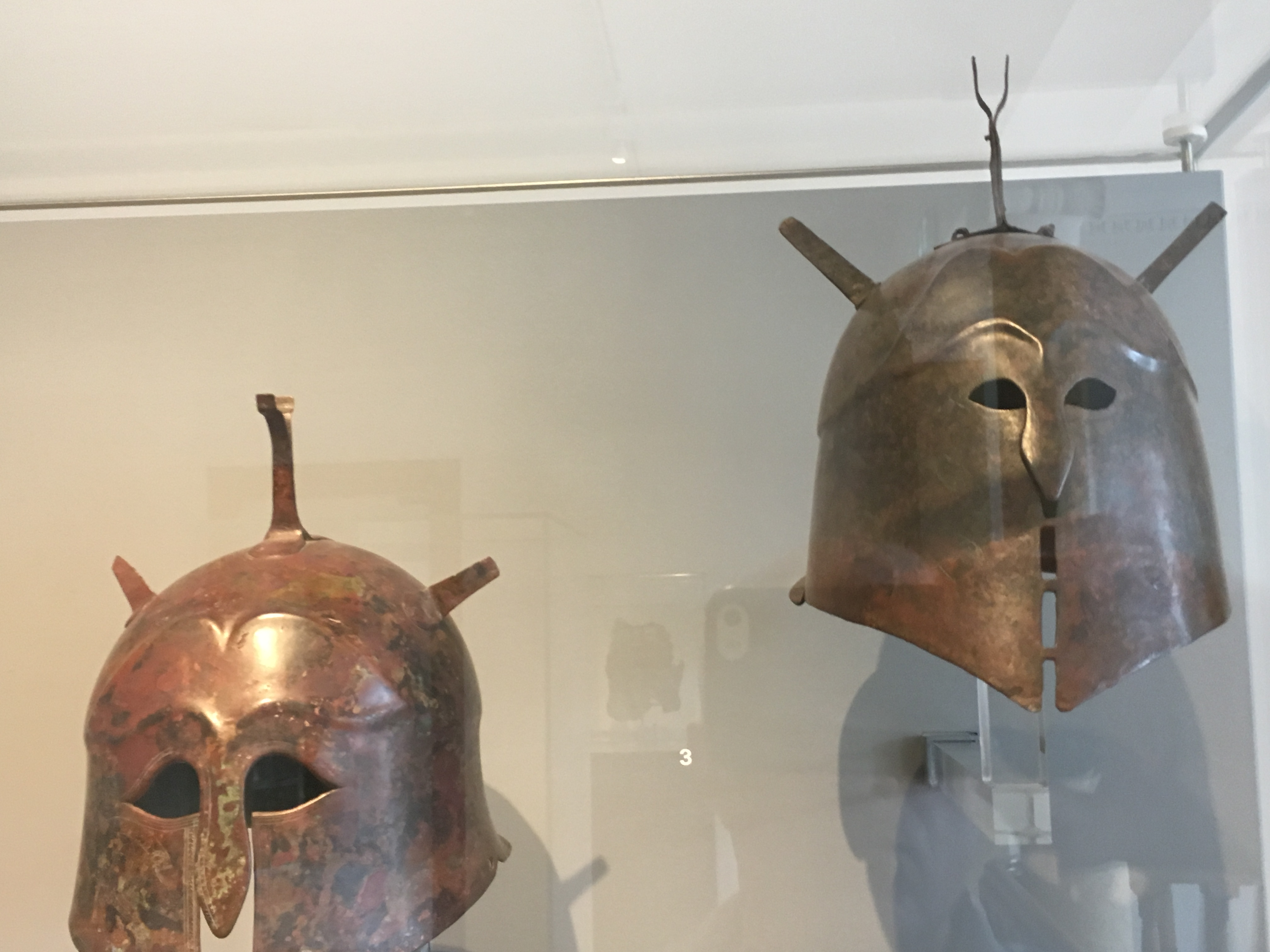
Шлемы апуло-коринфского типа с антеннами[2] в Музее древностей Базеля
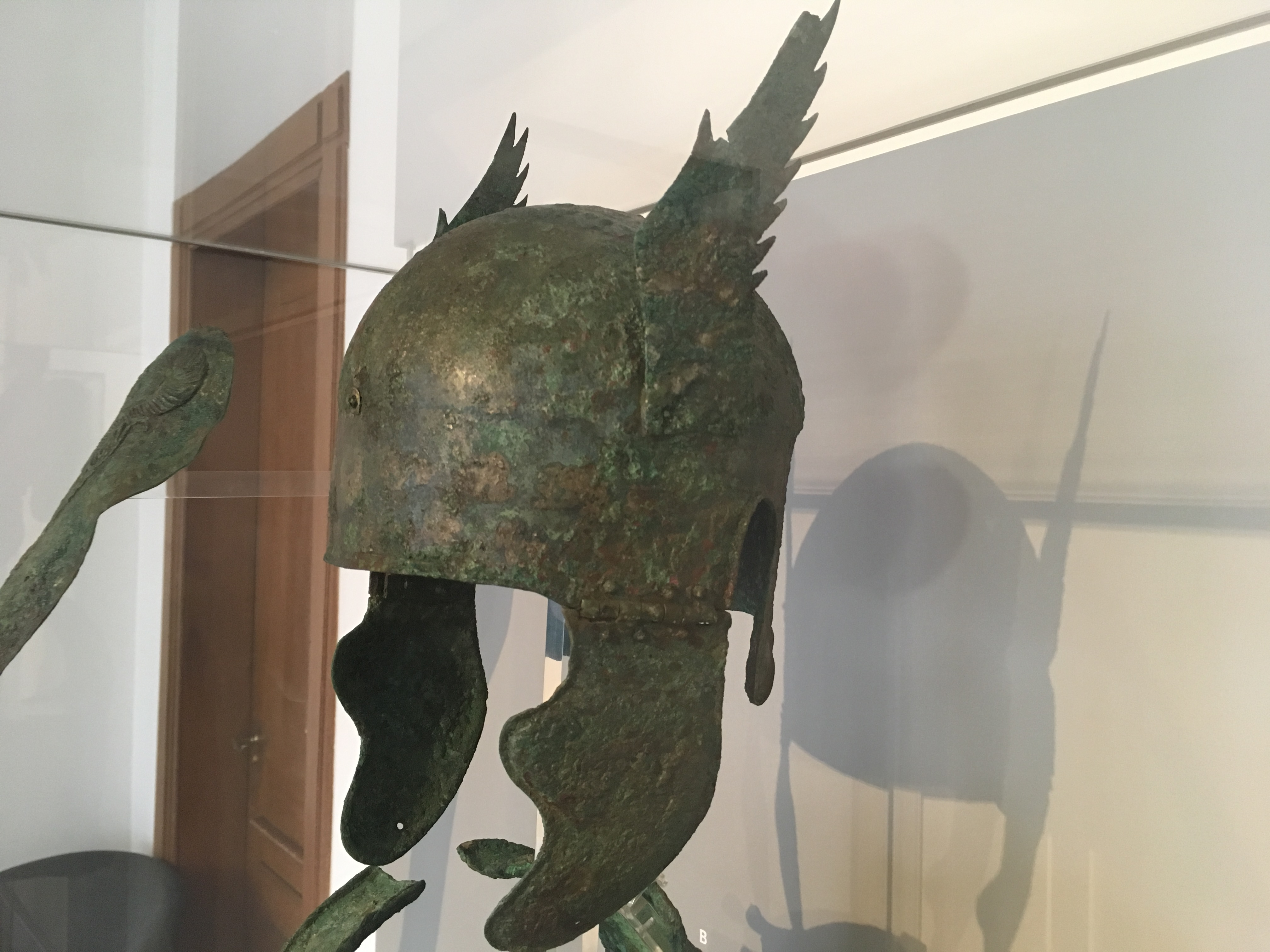
Шлем с антеннами[2] в виде крыльев в Музее древностей Базеля
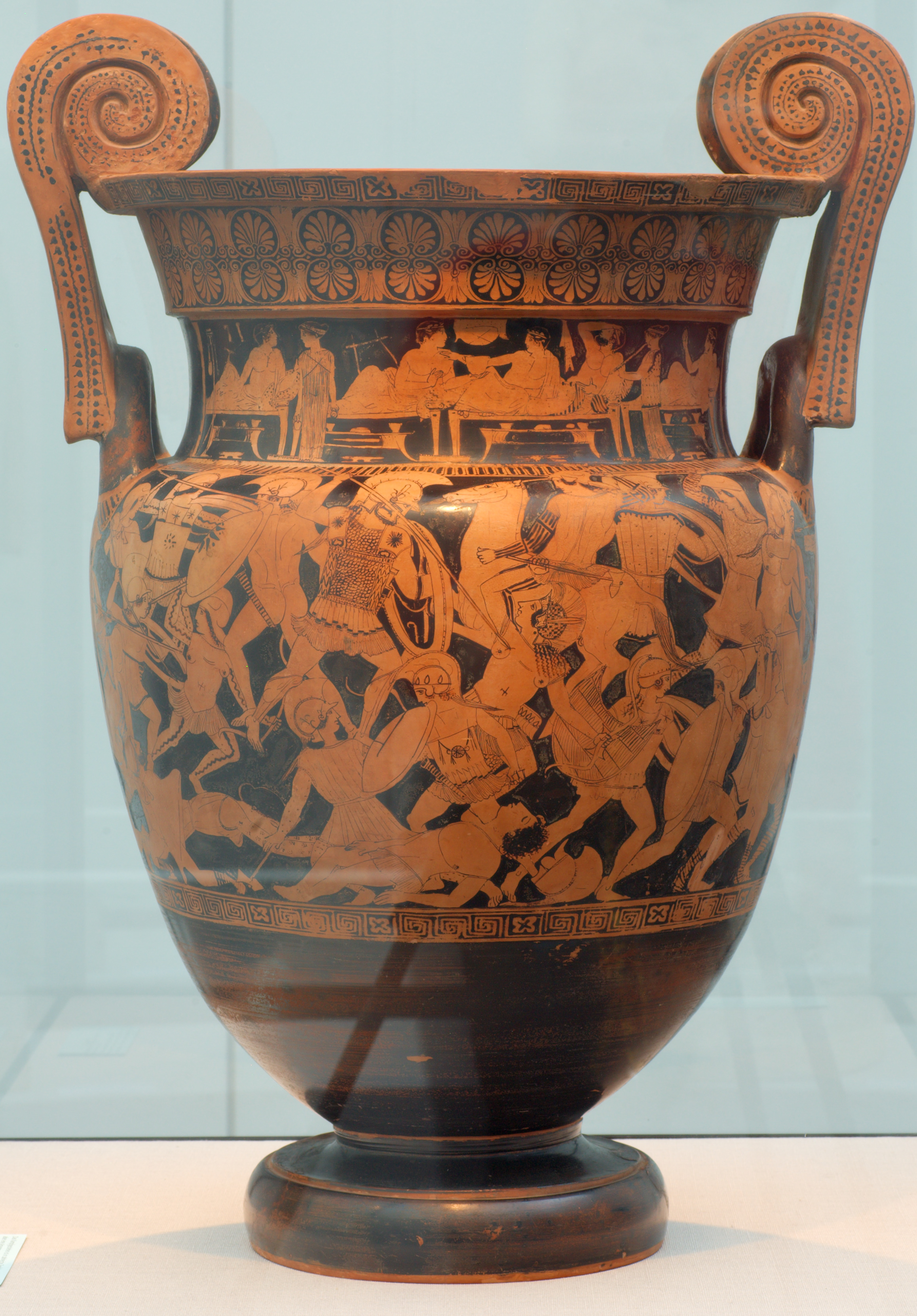
Ваза 450 г. до н.э. с сюжетом о битве с амазонками